# 西高屋站

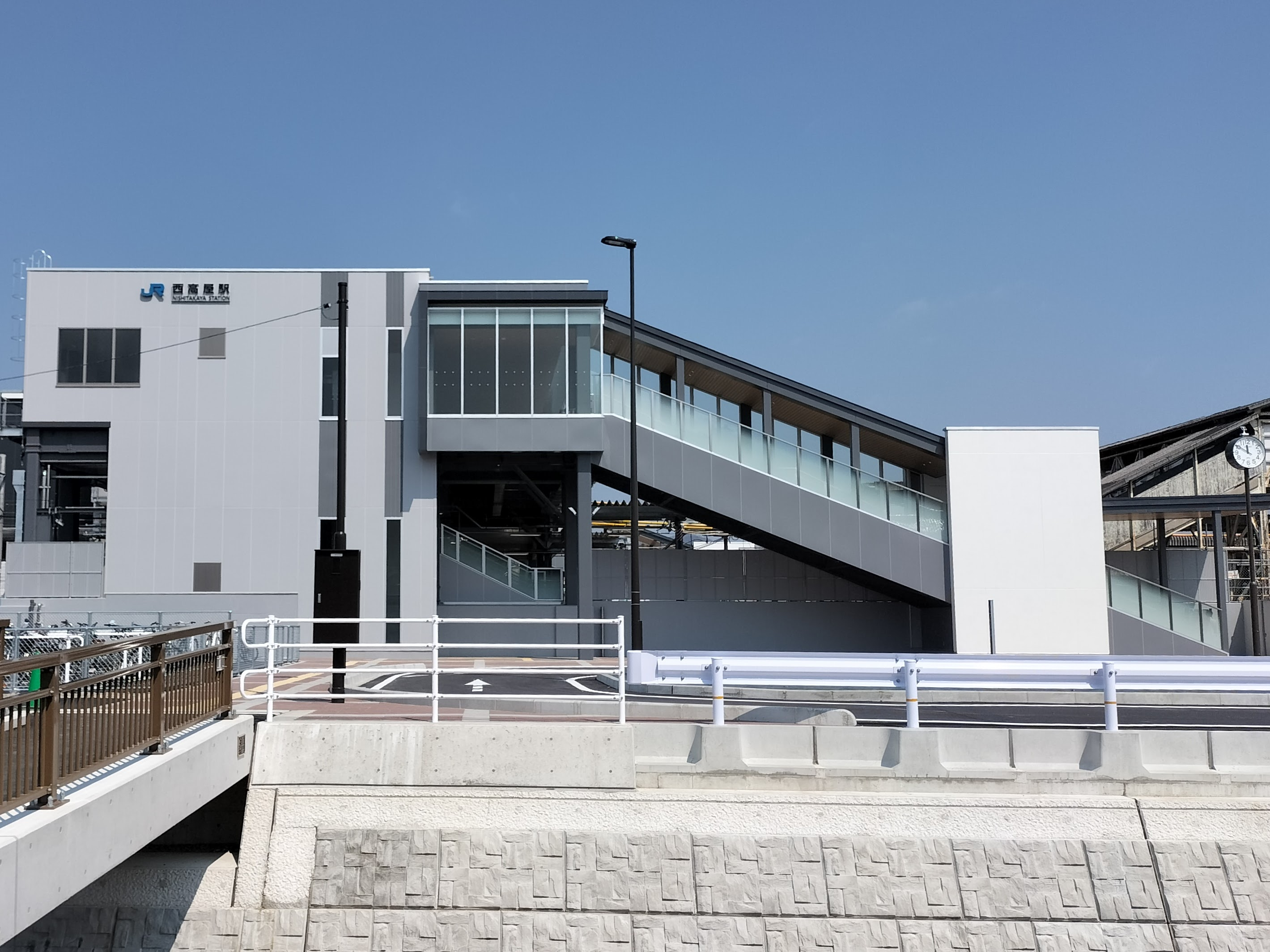
南口（2025年3月）

西高屋站（日语：／ Nishitakaya eki */?）是位於廣島縣東廣島市高屋町中島，屬於西日本旅客鐵道（JR西日本）山陽本線的車站。本站位於廣島城市網絡內。

## 歷史
- 1917年（大正6年）7月13日 - 鐵道院山陽本線白市站至西條站之間開設西高屋號誌站。
  - 當時號誌站位於廣島縣賀茂郡西高屋村中島。
- 1926年（大正15年）10月1日 - 號誌站升級為車站，名為西高屋站。為旅客、貨運車站。
- 1954年（昭和29年）3月31日 - 隨著高屋村（日语：高屋町）成立，車站位於廣島縣賀茂郡高屋村中島。
- 1955年（昭和30年）3月31日 - 隨著實施町制，車站位於廣島縣賀茂郡高屋町（日语：高屋町）中島。
- 1974年（昭和49年）
  - 3月21日 - 終止貨物起卸業務。
  - 4月20日 - 隨著東廣島市成立，車站位於廣島縣東廣島市高屋町中島。
- 1987年（昭和62年）4月1日 - 伴隨國鐵分割民營化，車站由西日本旅客鐵道（JR西日本）營運。
- 1989年（平成元年）9月 - 綠色窗口開始營業[1]。
- 2005年（平成17年） - 綠色窗口營業時間變更，設有櫃臺暫停服務時段。
- 2006年（平成18年） - 車站大樓改建完成。
- 2007年（平成19年）
  - 6月18日 - 引入可接受ICOCA的自動閘機（日语：自動改札機）。
    - 引入廣島縣立廣島中學·高等學校（日语：広島県立広島中学校・高等学校）、近畿大學附屬廣島高等學校·中學東廣島校（日语：近畿大学附属広島高等学校・中学校東広島校）師生ICOCA專用閘口。

  - 9月1日 - 此站可以使用ICOCA。
- 2012年（平成24年）3月 - 引入JR西日本新標準廣播。
- 2015年（平成27年）4月 - 設置閘口與月台出發列車顯示牌。
- 2018年（平成30年）
  - 7月6日 - 發生2018年7月西日本豪雨使車站暫停服務。
  - 8月21日 - 白市至八本松站之間暫時重開[2][3]。
  - 9月9日 - 白市至瀨野站之間重開[4]。
- 2019年（平成31年）4月1日 - 由JR西日本廣島MAINTEC（日语：JR西日本廣島MAINTEC）負責車站業務，成為業務委託車站。

## 車站構造
車站是一座地面車站，設有2面2線的相對式月台。兩月台設有跨線橋連接。上下行線之間設有沒有月台的中線，業務用列車、試行列車、機車在折返時會使用此站。車站大樓是一座木造平房。
車站是由西條站管理，並委托JR西日本廣島MAINTEC負責車站業務，為一座業務委託車站。車站可以使用ICOCA與其互相可以使用的IC卡。

### 車站大堂
- 一般乘客用的閘口
- 廣島縣立廣島中學·高等學校（日语：広島県立広島中学校・高等学校）、近畿大學附屬廣島高等學校·中學東廣島校（日语：近畿大学附属広島高等学校・中学校東広島校）師生專用閘口（可使用ICOCA，只限早上）。
- 綠色窗口
- 7-11Heart·In（日语：ハートイン）西高屋店[5]
- 1座廁所（在2007年新設）

### 月台
| 月台 | 路線     | 上下行 | 方向                   | 備註                       |
| ---- | -------- | ------ | ---------------------- | -------------------------- |
| 1    | 山陽本線 | 上行   | 三原、福山方向         | 福山方向的列車需在糸崎轉乘 |
| 2    | 山陽本線 | 下行   | 西條、八本松、廣島方向 |                            |

## 使用狀況
以下為1日平均乘車人次
| 年度               | 1日平均 乘車人次 |
| ------------------ | ---------------- |
| 2002年（平成14年） | 4,886            |
| 2003年（平成15年） | 4,909            |
| 2004年（平成16年） | 5,115            |
| 2005年（平成17年） | 5,345            |
| 2006年（平成18年） | 5,532            |
| 2007年（平成19年） | 5,732            |
| 2008年（平成20年） | 5,797            |
| 2009年（平成21年） | 5,857            |
| 2010年（平成22年） | 5,746            |
| 2011年（平成23年） | 5,617            |
| 2012年（平成24年） | 5,556            |
| 2013年（平成25年） | 5,588            |
| 2014年（平成26年） | 5,247            |
| 2015年（平成27年） | 5,285            |
| 2016年（平成28年） | 5,166            |
| 2017年（平成29年） | 5,154            |

## 車站周邊
道路
- 廣島縣道59號東廣島本鄉忠海線（日语：広島県道59号東広島本郷忠海線）
- 廣島縣道194號西高屋停車場線（日语：広島県道194号西高屋停車場線）
- 山陽自動車道高屋系統交流道（日语：高屋ジャンクション）

警署
- 東廣島警署（日语：東広島警察署）西高屋崗亭

大學
- 近畿大學工學部（廣島校園）

中學暨高校
- 廣島縣立廣島中學·高等學校（日语：広島県立広島中学校・高等学校）
- 近畿大學附屬廣島高等學校·中學東廣島校（日语：近畿大学附属広島高等学校・中学校東広島校）

中学校
- 東廣島市立高美丘中學（日语：東広島市立高美が丘中学校）
- 東廣島市立高屋中學（日语：東広島市立高屋中学校）

小学校
- 東廣島市立高美丘小學（日语：東広島市立高美が丘小学校）
- 東廣島市立高屋西小學（日语：東広島市立高屋西小学校）

郵局
- 西高屋站前郵局

銀行
- 廣島銀行 高屋分店
- 紅葉銀行 高屋分店
- 廣島信用金庫（日语：広島信用金庫） 高屋分店
- 吳信用金庫（日语：呉信用金庫） 高屋分店

商業設施
- AEON高屋購物中心（MaxValu西日本（日语：マックスバリュ西日本））

### 巴士路線
- 藝陽巴士（日语：芸陽バス） 高美丘循環線 前往西條站 前往高速巴士廣島巴士中心

## 其他
- 車站名稱中的『西』字，是來自山陽本線開通當時的行政區域為賀茂郡西高屋村。但是此地區並沒有「高屋」與「東高屋」（但是，在陸羽西線高屋站）。後來，賀茂郡西高屋村與賀茂郡東高屋村合併成為高屋村，隨後豐田郡小谷村（現時白市站附近）編入至賀茂郡高屋町。最後，西條町、八本松町、志和町賀茂郡3町合併成為東廣島市[7]。
- 在早上，設有來自西條、廣島方向的通勤、上學乘客使用此站，在車站附近設成2所中學暨高校和1所大學，因此特別多學生使用。為了不會與一般乘客做成混亂，在上述已經把及設有專用閘口。
- 櫃臺營業時間為：早上6時正至晚上8時正，期間上午11時20分至下午3時暫停營業。

## 相鄰車站
西日本旅客鐵道
 山陽本線
白市－白市－西條

## 注腳
1. ↑  「JTB時間表」1989年10月號
2. ↑  .   [2020年3月25日]. （原始内容存档于2020年3月26日）.
3. ↑  . railf.jp（鐵道新聞）. 交友社. 2018-08-27  [2018年8月31日]. （原始内容存档于2020-03-26）.
4. ↑  .   [2020年3月25日]. （原始内容存档于2020年3月26日）.
5. ↑  在2006年車站改建設開幕。在2014年7月7日前只名はHeart·In，後來隨著7-11加入，在停業約1個月後重新營業並改名。
6. ↑  統計でみる東広島 （页面存档备份，存于） - 東廣島市
7. ↑  平成17年度広島県統計要覧535行目[永久]

## 外部連結
- 西高屋｜車站資訊：JR出門網 - 西日本旅客鐵道